# Cayo Sur
Cayo Sur är en ö i Honduras.   Den ligger i departementet Departamento de Islas de la Bahía, i den östra delen av landet, 500 km öster om huvudstaden Tegucigalpa.